# Carl Philipp Emanuel Bach
Carl Philipp Emanuel Bach (Weimar, 8 maart 1714 – Hamburg, 14 december 1788) was een Duits componist.
Hij is de tweede overlevende en bekendste zoon van Johann Sebastian Bach en Maria Barbara Bach. Zijn naam wordt gemakshalve vaak afgekort tot 'CPE', hoewel C. Ph. E. zijn correcte voorletters zijn. Hij wordt vaak de Hamburgse Bach genoemd, naar de stad waar hij het grootste deel van zijn leven werkte, maar door tijdgenoten werd hij aangeduid als "Berlijnse Bach".
In Hamburg is sinds 2015 het Carl Philipp Emanuel Bach Museum aan zijn werk en leven gewijd.

## Levensloop
Carl Philipp Emanuel Bach studeerde aan de gymnasia van Köthen en Leipzig. Oorspronkelijk studeerde hij rechten in Leipzig en Frankfurt aan de Oder, maar werd in 1740 hofmusicus (klavecinist) in Potsdam, niet ver van Berlijn. Hij moest onder andere koning Frederik de Grote, die een bekwaam fluitist en componist was, begeleiden op het klavecimbel. Hij schreef aldaar beroemd geworden muziek, voor verschillende adellijke personen: de Preußische Sonaten (1742) voor Frederik II, de Württembergische Sonaten (1744) voor de jonge hertog Carl Eugen von Württemberg en de Sechs Klaviersonaten mit veränderten Reprisen (1760) voor prinses Anna Amalia. Hij verkeerde met groot gemak in de hoogste kringen. Zijn brede, algemene ontwikkeling was hem hierbij erg van nut. Hij was charmant, hoffelijk en onderhoudend, eigenschappen die zijn vader weleens miste.
Het lukte Carl Philipp Emanuel niet om de plaats van zijn in 1750 overleden vader als cantor-organist aan de Leipziger Thomaskirche over te nemen. In plaats daarvan volgde hij in 1767 zijn peetoom Georg Philipp Telemann op als Kapellmeister van de vijf hoofdkerken van Hamburg. Hij legde zich vanaf dan hoofdzakelijk toe op het schrijven van kerkmuziek. Tot zijn dood bleef hij in Hamburg wonen.

## C.Ph.E. Bach in Nederland
Carl Philipp Emanuel heeft regelmatig gereisd. In 1767 - het jaar waarin hij zijn ambtstijd als hofmusicus van koning Frederik de Grote van Pruisen beëindigde en zijn werkzaamheden als stadsmuziekdirecteur in Hamburg begon - heeft hij op 8 januari een concert gegeven in het Concerthuis aan de Poelestraat in Groningen.
Daar werd hij geannonceerd als "de heer Bach van Berlijn", in overeenstemming met de Duitse gewoonte om van de "Berlijnse Bach" te spreken in een periode dat er tal van leden van deze muzikale familie kapelmeester en organist waren.
In Groningen heeft hij op een klavecimbel "Muziek Stukken van zyne eigene Compositie" gespeeld. Het Groningse concert wordt in verband gebracht met de werkzaamheden van de Groningse organist Jacob Wilhelm Lustig, geboren en getogen in Hamburg. Lustig maakte niet alleen het werk van Johann Sebastian Bach in Nederland bekend, maar is ook oog- en oorgetuige geweest van Bachs befaamde optreden in 1720 op het monumentale orgel in de Sankt Catharinenkirche in Hamburg. Daarvan was de toen hoogbejaarde Johann Adam Reincken, geboren te Deventer, de vaste bespeler.

## Plaatsbepaling
Als componist geldt Carl Philipp Emanuel als een van de belangrijkste vertegenwoordigers van de Empfindsame stijl, die sterk de nadruk legt op een gevoelvolle expressie en dicht bij de Sturm und Drang ligt. In dit opzicht is hij een overgangsfiguur tussen de barokstijl van zijn vader en het classicisme van de Eerste Weense School.
Hij was verder een belangrijk muziektheoreticus voor klavierinstrumenten. Hij kende alle mogelijke theorieën en technieken en men mag hem zelfs beschouwen als de vader van de moderne pianotechnieken. Zijn Versuch über die wahre Art das Klavier zu spielen (1753 - 1762) is fundamenteel voor de kennis van de stijl van klavierinstrumenten in de tweede helft van de achttiende eeuw.

## Werken
Er bestaan twee catalogi met de indeling van de werken van C.Ph.E. Bach. Uit 1905 stamt de indeling van Alfred Wotquenne, herkenbaar aan de code "Wq" met een volgnummer. Sinds 1989 is er ook de catalogus van E. Eugene Helm, aangeduid met H en een volgnummer. Afronding van een wetenschappelijke uitgave van het complete oeuvre van Carl Philipp Emanuel Bach werd verwacht in 2014, zijn driehonderdste geboortejaar.
Zijn belangrijkste werken zijn:
- 19 symfonieën
- 61 concerten, waarvan ruim 50 voor klavier, en een merkwaardig dubbelconcerto voor hamerklavier en klavecimbel, waarin het moderne hamerklavier wordt uitgespeeld tegen het traditionele klavecimbel
- 60 instrumentale duo's voor verschillende instrumenten
- 30 triosonates
- 3 klavierkwartetten
- ca. 200 klaviersonates, onder andere 6 Preussische Sonaten (1742), 6 Württembergische Sonaten (1744), 6 Sonaten mit veränderten Reprisen (1760), sonatines, rondo's en 12 variatiewerken
- orgelsonates
- 2 oratoria
- Magnificat
- 20 passiemuzieken
- motetten
- oden, aria's, liederen, onder andere Oden mit Melodien (1760), Zwölf geistliche Oden und Lieder (1764)

## Verwijzingen
- Zie ook: Familie Bach
- Zie voor besproken composities: Categorie:Compositie van Carl Philipp Emanuel Bach
- Luister naar het rondo in Es-dur, H.288, van Bach op Mutopia

## Trivia
Het derde deel van het Cello Concerto in A-groot Wq 172 was van 1990 tot 2016 jaarlijks te horen tijdens de uitzending van Het Groot Dictee der Nederlandse Taal toen dit nog op TV werd uitgezonden.